# Por la libre
Por la libre (estrenada internacionalment amb el títol anglès Dust to Dust) és una pel·lícula mexicana de road movie del 2000 dirigida per Juan Carlos de Llaca, que narra el viatge de dos adolescents mexicans des de Ciutat de Mèxic fins a Acapulco per complir l'últim desig del seu avi.

## Sinopsi
Malgrat ser cosins i tenir més o menys la mateixa edat, Rocco i Rodrigo no se suporten. L'única cosa que els uneix és el seu afecte incondicional cap al seu avi, don Rodrigo Carnicero, un metge exiliat espanyol que adora als seus nets i se sent decebut per les actituds seus propis fills. Quan l'avi mor d'un infart en un sopar familiar els demana que llencin les seves cendres a la mar d'Acapulco. Davant la negativa dels fills a complir l'última voluntat, els dos cosins emprendran un viatge on descobriran que són més semblants del que es pensaven. I allí la jove Maria els ajudarà a desxifrar alguns dels secrets que amagava el seu avi.

## Repartiment
- Osvaldo Benavides	...	Rocco
- Rodrigo Cachero	...	Rodrigo
- Ana de la Reguera	...	Maria
- Otto Sirgo	...	Rodrigo Sr.
- Rosa María Bianchi
- Pilar Ixquic Mata		...	Pureza
- Alejandro Tommasi	...	Luis
- Gina Morett	...	Perla

## Recepció
La pel·lícula va guanyar el premi del públic al Chicago Latino Film Festival i una menció especial al Festival de cinema de l'Havana. En la XLIII edició dels Premis Ariel Gina Morett va rebre el Premi Ariel a la millor actriu de repartiment.